# Waiting So Long
Waiting So Long is een nummer van de Nederlands-Vlaamse singer-songwriter Novastar. Het was het themalied van 3FM Serious Request 2008.
Novastar werd door toenmalig 3FM-dj Giel Beelen persoonlijk gevraagd om het themalied te schrijven voor de vijfde editie Serious Request, waarin de in het Glazen Huis opgesloten dj's als doel hadden om geld op te halen voor vluchtelingenhulp. De zanger ging akkoord met het verzoek van Beelen. "Waiting So Long" is een geladen nummer, niet in de laatste plaats gepast voor Serious Request om de orgelakkoorden in de intro, die snel de ernst van de vluchtelingenramp benadrukken. Het nummer bereikte de 4e positie in de 3FM Mega Top 50. Begin 2009 haalde het nummer ook de Nederlandse Top 40, waar het een bescheiden 21e positie bereikte.